# Babilon în Brooklin
Babilon în Brooklin (titlu original: în engleză Blue in the Face) este un film independent american de comedie din 1995, regizat de Wayne Wang și Paul Auster. Rolurile principale au fost interpretate de actorii Harvey Keitel, Giancarlo Esposito, Roseanne Barr, Michael J. Fox, Lily Tomlin, Victor Argo, Mira Sorvino, Lou Reed, Keith David, Jim Jarmusch, Jared Harris, RuPaul și Madonna.
A fost filmat pe o perioadă de cinci zile, ca o continuare a filmului lui Wang din 1995, Fum de țigară (Smoke). În timpul producției filmului Smoke, Keitel și ceilalți au improvizat scene cu personaje între duble, iar o continuare a fost realizată folosind acest material improvizat.
Pentru interpretarea sa din acest film, Lily Tomlin a fost nominalizată la premiul American Comedy pentru „cea mai amuzantă actriță într-un rol secundar de film”.
Babilon în Brooklin conține melodii ale cântăreței Selena. Duetul ei bilingv cu David Byrne, „God's Child (Baila Conmigo)”, apare pe coloana sonoră a filmului.

## Rezumat
Filmul are din nou în centrul atenției magazinul de trabucuri din Brooklyn și pe managerul său Auggie (Harvey Keitel), cu toate că majoritatea celorlalte personaje sunt diferite. 
Soția frustrată a proprietarului magazinului, Dot (Roseanne Barr), este una dintre ele, iar una dintre intrigi urmărește încercările ei de a-l seduce pe Auggie.

## Distribuție
- Harvey Keitel – Augustus „Auggie” Wren
- Victor Argo – Vinnie
- Keith David – Jackie Robinson
- Giancarlo Esposito – Tommy Finelli
- Michael J. Fox – Pete Maloney
- Mel Gorham – Violeta
- Jared Harris – Rose
- Jim Jarmusch – Bob
- Madonna – cântăreața Telegram Girl
- Lou Reed  – bărbat cu ochelari ciudați
- Michael Badalucco  – statistician
- Roseanne Barr – Dot
- Mira Sorvino – domnișoară
- Lily Tomlin – mâncător de vafe
- Malik Yoba – Watch Man
- Rupaul – conducător de dans

## Recepție
Filmul a avut recenzii mixte. Pe Rotten Tomatoes, filmul are un rating de 43% bazat pe recenziile a 23 de critici, cu o notă medie de 5,7/10. Metacritic, care folosește o medie ponderată, a atribuit filmului un scor mediu de 56 din 100, pe baza a 16 recenzii, indicând recenzii „mixte sau medii”.
Roger Ebert de la Chicago Sun Times a acordat filmului 2,5 stele din 4, afirmând că „a fost filmat în șase zile și uneori pare că așa este... Unele părți funcționează, altele nu, dar nimeni nu pare să țină scorul, iar asta face parte din farmecul filmului. Ebert notează, de asemenea, că „Fum de țigară este, desigur, un film mult mai bun și, dacă nu l-ați văzut, atunci ar trebui să începeți de acolo și nu de aici. Babilon în Brooklin este mai mult ca o notă de subsol.”